# Der feurige Pfeil der Rache
Der feurige Pfeil der Rache (Originaltitel: L’arciere di fuoco) ist ein von Giorgio Ferroni ausschließlich in Spanien produzierter Abenteuerfilm aus dem Jahr 1971, Drehorte waren Castell de Cardona, Katalonien und Barcelona. Dargestellt wird eine weitere Version der bekannten Robin-Hood-Filme. Hauptdarsteller sind der italienische Schauspieler Giuliano Gemma, einer der bekanntesten Darsteller im Genre des Italowestern, als Robin (Sir Henry), Silvia Dionisio als Lady Marian und Mario Adorf als Bruder Tuck. Deutschlandpremiere des Films war am 7. September 1971.

## Handlung
1195: Sir Henry von Nottingham kehrt mit dem deutschen Ritter von Battenberg, einem Gesandten des Kaisers Heinrich VI., von den Kreuzzügen nach England zurück. Zusammen mit dem Gesandten überbringt er dem Bruder des Königs, Prinz John die Nachricht, dass Richard Löwenherz in Österreich gefangen genommen wurde und nur gegen ein hohes Lösegeld freigelassen wird. Beide merken, dass Johns Freude über die Nachricht, dass sein Bruder Löwenherz noch lebt, nur gekünstelt ist und glauben nicht so recht seinen Lösegeldzusagen, so verlassen sie mit gemischten Gefühlen und Höflichkeitsfloskeln den Vizekönig. Henry beschließt, sich der Sache selber anzunehmen, was er auch von Battenberg zusichert.
Unterwegs werden sie schon von den Bütteln Sir Roberts erwartet, die sie ermorden sollen. Er reitet mit dem deutschen Ritter in ein Versteck und erklärt ihm dort einen sicheren Rückweg. Henry will nach Nottingham zurückkehren, wo sein Vater, der rechtmäßige Sheriff von Nottingham, von Sir Robert verdrängt worden ist. Er kehrt in einem Gasthaus ein, wo er gerade ein Bad nehmen will, doch dann hört er im Gastraum Waffengeklirr und wie jemand seine Treue zu Richard Löwenherz ausruft. Schnell zieht er sich ein Hemd über und hilft dann einem von mehreren normannischen Kriegern arg bedrängten Angelsachsen. Nach der wüsten Rauferei erkennt Henry in ihm seinen Jugendfreund Allen Adaile, die Begrüßung und Wiedersehensfreude ist dementsprechend herzlich, aber als Henry sich wieder in Kettenhemd und Ausrüstung umgezogen hat, ist Allen bereits verschwunden. Henry folgt seiner Spur in den Wald, wo er im Schlaf beraubt wird. Er folgt den Dieben und kommt so zu einer Hütte, wo er seine Sachen wiederfindet und auf mehrere Gesetzlose trifft, die er der Reihe nach besiegt und fesselt. Als nun aber Little John, der Anführer der kleinen Schar, dazukommt, gibt es für Henry erst einmal eine Tracht Prügel mit Johns Knüppel und ein kühles Bad, als er im Getümmel von einer kleinen Brücke ins Wasser stürzt. Nun ist Henry der Gefesselte und sitzt niesend in der Hütte, während sich die Spießgesellen von Little John, allen voran Bruder Tuck, über ihn lustig machen. Doch nun kommt Allen Adaile zur Tür herein und klärt die anderen darüber auf, dass Henry ein Freund und Angelsachse sei, der ihn erst kürzlich gerettet hat, und verbürgt sich für ihn.
Henry beschließt daraufhin, sich den Geächteten anzuschließen. Da er nur ein Kettenhemd trägt, gibt der Sohn des Müllers, Muck, ihm die Sachen seines von den Männern Sir Roberts ermordeten Bruders Robin. Da Henry noch nicht zugeben will, wer er wirklich ist, übernimmt er dessen Namen und nennt sich von nun an Robin Hood.
Zusammen mit seinen neu gewonnenen Gefährten trommelt er die unterdrückten Angelsachsen zusammen, und von nun an rauben sie die reichen Normannen aus, um das Lösegeld für König Richard zu besorgen. Doch dann wird Muck beim Wildern gefangen genommen, gerade als er zu einem erlegten Damhirsch läuft. Darauf steht die Todesstrafe. Als die schöne, sächsische Adlige Marian ihm zu Hilfe schreitet, erklärt sie, den Hirsch selbst geschossen zu haben, als alte Erbin des angelsächsischen Adels und somit ihr Recht. Der skrupellose, selbsternannte Sheriff von Nottingham, Sir Robert, lässt auch sie kurzerhand gefangen nehmen, dabei denkt er natürlich daran, die schöne Frau irgendwie zu gewinnen.
Muck, der mit anderen Angelsachsen gehängt werden soll, wird von Robin, Bruder Tuck und den Gefährten aus dem Sherwood in einer kühnen und listigen Aktion vor dem Galgen gerettet. Um Robin das Handwerk zu legen, lässt der Sheriff ein Bogenschützen-Turnier veranstalten und verspricht Robin Hood Straffreiheit. Robin kommt – unerkannt – nach Nottingham und lernt dabei Lady Marian kennen, die ebenfalls mitschießt, gegen Robin aber verliert. Robin verliebt sich in sie, verrät ihr nicht, dass er Henry von Nottingham ist, mit dem sie vor vielen Jahren verlobt worden ist. Als er auch den Sheriff im Schießen besiegt hat und mit seiner Schar fliehen muss, weil der Sheriff sein Wort gebrochen hat, nimmt er Marian mit, die froh ist, dem verhassten Sir Robert entkommen zu sein. Sie bleibt bei den Geächteten des Sherwood, wehrt Robins Annäherungen aber immer wieder ab, ohne zu wissen, wer er ist. Robin aber beschließt, ihre Liebe zu gewinnen und sich erst dann erkennen zu geben.
Das Lösegeld des Königs ist nun in England gesammelt, Prinz John möchte es aber lieber selbst einstreichen und seinen Bruder König Richard nie wiedersehen. Robin und seine Gefährten brechen nachts in Schloss Nottingham ein und rauben das Geld, werden aber entdeckt. Damit die Getreuen mit dem Lösegeld entkommen können, lässt sich Robin gefangen nehmen, er wird im Verlies Sir Roberts gefoltert. Am nächsten Tag macht Marian dem Sheriff das Angebot, ihn zu heiraten, wenn er Robin gehen lässt. Dieser willigt darauf allzu gerne ein, doch seine Geliebte, Matilde, möchte die Rivalin loswerden und will Marian und Robin zur Flucht verhelfen. Die drei werden allerdings entdeckt, Matilde durch einen Pfeil getötet, Robin wieder eingekerkert und die Hochzeitsvorbereitungen des Sheriffs beschleunigt.
Im Sherwood Forest kommen derweil unbekannte Ritter bei den Geächteten an, nach einem ruppigen Zweikampf mit Little John hebt der Sieger seinen Helm, es ist niemand anders als der rechtmäßige König, Richard Löwenherz. Robin, mit richtigem Namen Sir Henry von Nottingham, war früher sein Waffenträger, also will er ihm helfen, dann mit Prinz John und seinem Sheriff abrechnen. Bei der Hochzeitszeremonie verweigert Lady Marian dem Sheriff das Jawort, nachdem sie ein tierisches Rufzeichen der Geächteten erkennt, dieser lässt im Zorn sofort durch seine Bogenschützen eine Salve auf den an einem Pfahl gefesselten Robin abschießen. Da tritt im letzten Augenblick hinter der Mauer König Richard Löwenherz hervor und fängt die Pfeile ab, die an seinem großen Schild wirkungslos herunter prasseln. Gleichzeitig stürmen Robins Getreuen in den Burghof, besiegen und entwaffnen die Krieger Prinz Johns und Sir Roberts.
Robin fordert nun den Sheriff zum Zweikampf, den dieser ihm aber verweigert, weil er seines Ritterstandes wegen nur gegen andere Adlige kämpft.
Nun aber ist es König Richard, der mit klarer, lauter Stimme dem Sheriff und einer verblüfft dreinschauenden Marian verkündet, wer da vor ihnen steht, nämlich niemand anderes als Sir Henry von Nottingham, sein erster Waffenträger.
Im finalen Zweikampf besiegt Henry den Sheriff, lässt ihm jedoch das Leben, damit König Löwenherz über ihn und die anderen Verräter um Prinz John urteile.
Marian indes ist umso glücklicher, dass sie nun ihren geliebten Robin heiraten kann, der kein Anderer ist als Sir Henry von Nottingham, ihr in der frühen Jugend angetrauter und nach all den Jahren schon unbekannter Verlobter.

## Kritik
Das Lexikon des internationalen Films sah „anspruchslose und ausstattungsreiche, nicht immer geschmackvolle Unterhaltung.“ „Die Bekanntheit der Geschichte wird durch eine Reihe gelungener Charakterisierungen kompensiert, und die Abfolge von Humor und Akrobatik offenbart den Geist gelungener Unterhaltung“, schrieben Segnalazioni Cinematografiche 1971.